# Mulya Sari (Tanjung Lago)
Mulya Sari is een bestuurslaag in het regentschap Banyuasin van de provincie Zuid-Sumatra, Indonesië. Mulya Sari telt 2935 inwoners (volkstelling 2010).